# Liste des réserves de biosphère au Danemark
Cet article recense les réserves de biosphère au Danemark.

## Statistiques
En 2023, Danemark compte une seule réserve de biosphère. Une deuxième a existé par le passé, avant d'être supprimée par la suite.

## Liste

### Réserve actuelle
| Réserve de biosphère | Création | Superficie (km²) | Superficie (km²) | Superficie (km²) | Superficie (km²) | Gestion / Notes                            | Illustration |
| Réserve de biosphère | Création | Totale           | Centre           | Tampon           | Transition       | Gestion / Notes                            | Illustration |
| -------------------- | -------- | ---------------- | ---------------- | ---------------- | ---------------- | ------------------------------------------ | ------------ |
| Møn (da)             | 2017     | 451              | 62               | 154              | 233              | S'étend sur les îles de Møn, Nyord et Bogø |              |

### Ancienne réserve
La réserve suivante a été créée par le passé avant d'être dissoute par la suite.
| Réserve de biosphère  | Création | Suppression | Illustration |
| --------------------- | -------- | ----------- | ------------ |
| Nord-Est du Groenland | 1977     | 2019        |              |